# ريال زنجباري

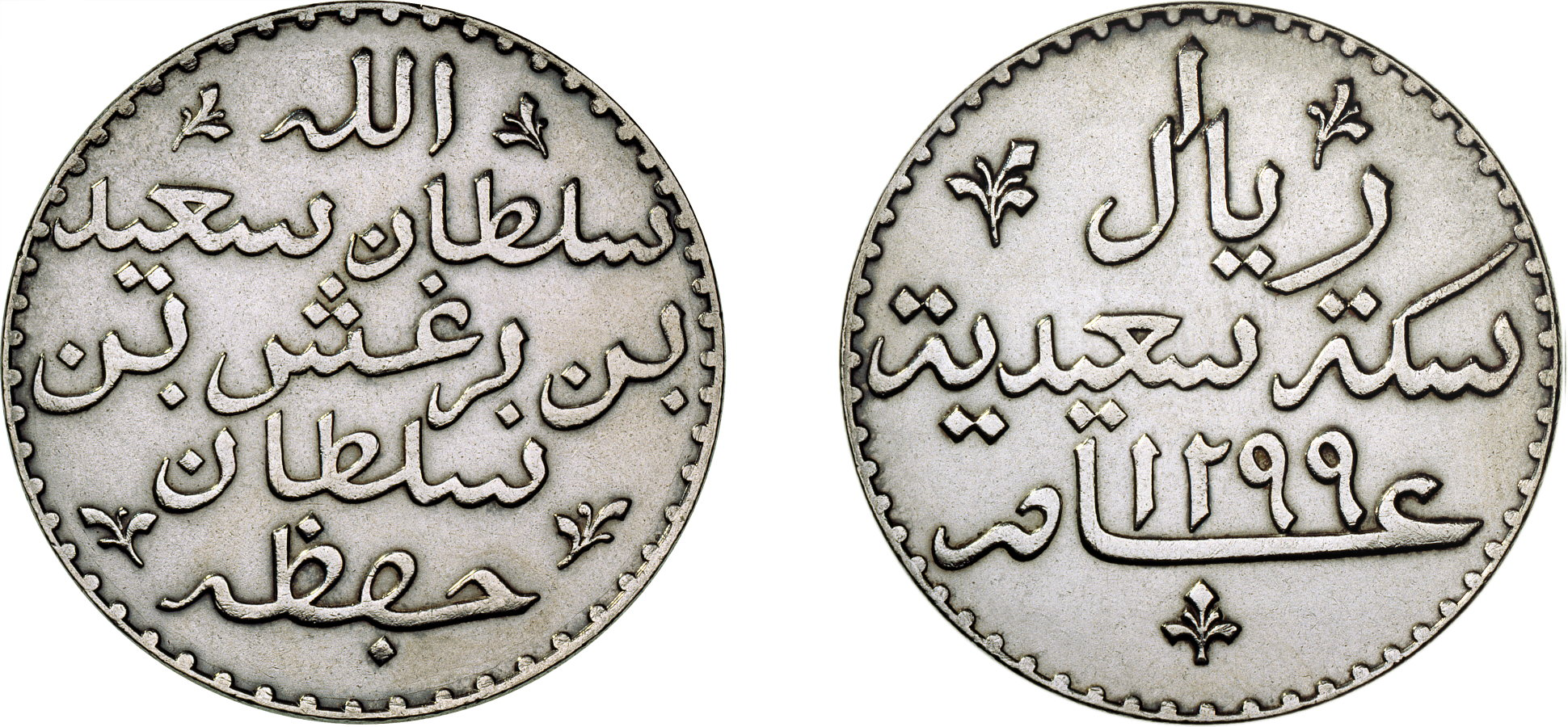
عملة ريال واحد من زنجبار تعود لعام 1299 هـ، ضمن فئة عملات تنزانيا.

الريال الزنجباري أو الريال البرغشي (نسبة إلى السلطان برغش بن سعيد) هي العملة المتداولة في زنجبار ما بين 1882 و 1908، وهي مقسمة إلى 136 بيسة وقد تم تدوالها مع الروبية الهندية والريال النمساوي. وقد تم استبدال الريال بعد ذلك بالروبية الزنجبارية بحيث ⅛2 روبية = 1 ريال.

## القطع النقدية
بتاريخ 1299هـ / 1882، ظهرت تلك القطع بأشكالها التالية:
1. 1 بيسة: نحاس.
2. 1/4 و 1/2 و 1 ريال: فضة.
3. ½2 و 5 ريال: ذهب.

هذه القطع مسكوكة في بروكسل ببلجيكا.
وقد تم ضرب نقود المجموعة الثانية المشكلة من بيسات مختلفة بتاريخ 1304هـ / 1887 بدار السك في برمنغهام - إنجلترا، ولكن لم يتم ضرب أي من القطع الفضية أو الذهبية.

## استخدامها
استخدم الريال البرغشي أو الزنجباري بالإضافة إلى استخدام الروبية الهندية وريال ماريا تريزا بدءا من عام 1299هـ / 1881م في عهد السلطان برغش بن سعيد. وقد استخدم هذا الريال أيضا في عمان جنبا إلى جنب مع الريال النمساوي (والذي يساويه بالقيمة) والروبية الهندية (والذي يساوي نصف ريال برغشي). وكذلك استخدم بالكويت ويسمى بالبرغشي، ولكن التداول كان فقط بالفئات الصغيرة من تلك العملة الزنجبارية بالإضافة إلى الريال الفضي والذي يساوي روبيتين. أما فئة الخمس ريالات الذهبي فلم يتم التداول بها. وقد استمرت زنجبار في التداول بتلك العملة حتى عام 1908م أي بعد عشرين عاما من وفاته. حيث تم إصدار عملة جديدة باسم روبية زنجبارية في السلطان علي بن حمود، وتم ادخال بعض التعديلات على تقسيم الريال حيث تم تحويله إلى النظام العشري وادخل السنت بدلا من البيسة وأصبح الريال يساوي 200 سنت، والروبية الهندية والتي لا تزال تستخدم جنبا إلى جنب مع ريال ماريا تريزا تساوي 100 سنت.